# Trận Eylau
Trận chiến Eylau là một trận đánh lớn trong cuộc Chiến tranh Liên minh thứ tư trong những cuộc chiến tranh của Napoléon, diễn ra từ ngày 7 cho đến ngày 8 tháng 2 năm 1807. Trong trận chiến này, quân Pháp do đích thân Hoàng đế Napoléon Bonaparte thống lĩnh đã kịch chiến với liên quân Nga - Phổ do Tướng Levin August, Bá tước von Bennigsen và Tướng Anton Wilhelm von L'Estocq chỉ huy, với kết quả là chiến thắng kiểu Pyrros của Napoléon. Tuy Napoléon I làm chủ bãi chiến trường, quân đội của ông chịu thiệt hại hết sức nặng nề mà không đạt được mục tiêu nào, có thể đòn chặn đứng nặng nề của liên quân Nga - Phổ tại Eylau cũng chính là trận đánh đầu tiên mà Napoléon và Đội quân vĩ đại của mình bị chặn đứng. Với trận Eylau, lực lượng Quân đội Phổ đã giữ được niềm huy hoàng của mình. Đây cũng trận đánh bất thành nhất của Napoléon I kể từ sau cuộc xâm lược Ai Cập. Trận Eylau được xem là một chiến công của viên Sĩ quan Tham mưu Phổ là Gerhard von Scharnhorst, đập tan ý đồ chấm dứt nhanh gọn cuộc chiến tranh của Napoléon I.
Trong ngày đầu tiên của trận chiến, Bennigsen đóng quân ở đồng bằng phía Bắc Eylau trong khi Vương tước Pyotr Ivanovich Bagration chỉ huy quân Nga dồn dập tấn công quân Pháp, song quân Pháp chiếm đóng được thị trấn Preußisch Eylau ở ngay biên giới Đông Phổ. Ngày hôm sau (8 tháng 2), lực lượng Bộ binh Nga trong điều kiện khó khăn đã chiến đấu quyết liệt, và Pháo binh Nga đã quét tan quân Pháp. Ngay đến đơn vị của Thống chế Jean-de-Dieu Soult cũng bị đánh lui và chịu tổn thất rất nặng nề. Tuyết phủ đầy trận địa, trong khi một cơn bão tuyết gây khó khăn cho cả hai đoàn quân. Giữa trận kịch chiến, những người lính Nga để một chiến ngại vật pháo binh tại Eylau, và Napoléon I - vốn dĩ chưa có chủ ý tiến công, liên tục bị đánh lui trong những bước tiến đầu tiên của ông. Quân Pháp lâm vào thảm họa, và bản thân Napoléon I cũng suýt nữa rơi vào tay của lính Nga. Nhưng trong khi quân Nga thắng thế, tướng Joachim Murat tổ chức cuộc tấn công của Kỵ binh cứu vãn Napoléon I, đồng thời những Quân đoàn của Thống chế Michel Ney và Louis Nicolas Davout trợ chiến. Quân Nga gặp bất lợi, tuy nhiên, quân Phổ do tướng L'Estocq chỉ huy đã tiếp viện cho quân Nga, đánh bật quân Pháp của Davout về một vài ngôi làng. Dưới sự chỉ huy của một vị tướng tài năng, những người lính Phổ đã chiến đấu ngoan cường. Ney tiến công nhưng cũng không thành nên phải rút về. Không bên nào có thể thắng được bên nào, và Napoléon I đã không thể tiêu diệt quân Nga. Tuy nhiên, do lo sợ quân Pháp sẽ được tăng viện nên Bennigsen ra lệnh triệt binh lúc nửa đêm, và Napoléon I đã giữ được bãi chiến trường phủ đầy băng giá, mà chỉ chất đầy thây tử sĩ đóng băng.
Trận đánh này cũng ghi dấu hiệu quả của các chiến binh Mamluk của Napoléon I. Khác với đại thắng Austerlitz (1805), vận động bước ngoặt của quân Pháp trong trận Eylau đã thất bại. Quân Pháp và quân Nga đều tuyên bố chiến thắng. Trận đánh này đã đem lại thiệt hại rất lớn cho cả hai bên tham chiến (30.6% quân Pháp và 27.7% quân Nga). Napoléon I phải hoảng hốt trước cảnh tượng này. Tuy nhiên, quân Pháp thê thảm hơn do phần lớn các đơn vị của họ đều bị hủy hoại; trận đánh còn thể hiện hỏa lực khủng khiếp của lực lượng Pháo binh Nga thời bấy giờ. Đến cả những Tuyên cáo hùng hồn của Quân đội Pháp cũng không thể che giấu sự tàn khốc của trận đánh này. Trong khi ấy, sự kiệt quệ của cả hai đoàn quân khiến cho họ không thể tổ chức những chiến dịch lớn trong vòng vài tháng sau đó. Quân sĩ Pháp trở nên đói khát, thiếu chu cấp. Và, thảm kịch của Đội quân vĩ đại trong trận Eylau cũng có chút điểm đáng so sánh với thảm bại của Napoléon I trong cuộc xâm lăng nước Nga vào năm 1812. Ngoài ra, một ý nghĩa của trận chiến đẫm máu này là tầm quan trọng của lực lượng Quân đội Phổ trong những cuộc chiến tranh của Napoléon: sự ứng chiến đúng lúc của họ đã cứu vãn Quân đội Nga khỏi thất bại. Quân đội Phổ thời phong kiến cũ đã thể hiện bản lĩnh của mình ngay cả trong khó khăn, và lập nên chiến công ban đầu cho công cuộc hồi phục của họ kể từ sau trận Jena (1806).

## Bối cảnh lịch sử
Vào tháng 7 năm 1806, Quốc vương Friedrich Wilhelm III nước Phổ liên kết với Hoàng đế nước Nga là Aleksandr I chống lại nền Đế chế thứ nhất Pháp của Hoàng đế Napoléon I. Napoléon I đã đè bẹp một đạo quân Phổ trong trận Jena trong khi Thống chế Louis Nicolas Davout thì đại phá một đạo quân Phổ khác trong trận Auerstädt vào ngày hôm ấy, trước khi quân Phổ có thể tiếp cận với quân Nga. Vào tháng 10 năm 1806, Napoléon I ca khúc khải hoàn tiến vào kinh thành Berlin và sau đó quân Pháp lần lượt đánh bại các đạo quân Phổ còn sót lại. Duy chỉ những pháo đài Phổ như Kolberg, Danzig và Königsberg vẫn kháng chiến trong vòng vài tháng chứ quyết không đầu hàng địch thủ. Nhà vua Friedrich Wilhelm III và Hoàng hậu xinh đẹp Louise phải tháo chạy về Königsberg. Trong khi ấy, Tướng Anton-Wilhelm von L'Estocq với 15.000 binh lính đã hợp binh với Quân đội Nga.
Cuối năm 1806, các đồng minh của Napoléon I là Bayern và Württemberg tấn công vùng Ba Lan thuộc Phổ, và kích động dân chúng Ba Lan dấy loạn chống lại sự thống trị của Phổ. Vào ngày 11 tháng 12 năm 1806, Tuyển hầu tước xứ Sachsen là Friedrich August - một đồng minh của Phổ - cũng theo về Napoléon I. Do đó, khi giúp người Ba Lan thiết lập Đại Công quốc Warszawa thì Napoléon I đã cử Friedrich August làm Đại Quận công xứ Warszawa. Dù thực chất Napoléon I có hoài bão sẽ đưa một thành viên của Vương triều Bonaparte lên làm vua Ba Lan, dân chúng Ba Lan nhiệt huyết đón chào ông và quân đội ông và coi họ là những anh hùng giải phóng. Sau khi tiến vào đất Ba Lan, Napoléon I đã bắt đầu mối tình của ông với một phụ nữ quý tộc Ba Lan xinh đẹp là Nữ Bá tước Maria Walewska. Tuy nhiên, tình hình sẽ khiến ông phải xuất quân ở Ba Lan trong mùa đông năm 1806 - 1807: Friedrich Wilhelm III vẫn còn chịu ảnh hưởng của Hoàng hậu Louise nên ông quyết tâm không đàm phán với kẻ xâm lược, đồng thời Quân đội Nga cũng đã tiến gần hơn đến quân Pháp vào tháng 12 năm 1806.
Thêm vào đó, sĩ khí của Quân đội Pháp cũng suy sụp: họ đều bực bội và di chuyển một cách uể oải. Họ không có cơ cấu luân phiên: lính Pháp chỉ được đưa về quê nhà khi bị thương chí mạng, và cả một đơn vị chỉ có thể được đưa về chính quốc khi thể hiện rõ rệt sự bất tài vô dụng của mình. Tiếp tế lương thực thì thiếu thốn. Trong khi ấy, vào tháng 12 năm 1816, Nguyên soái Nga là Bá tước Mikhail Fedotovich Kamensky 70 tuổi dẫn khoảng 7 vạn đại quân Nga, cùng với 15.000 quân Phổ của L'Estocq thẳng tiến về Warszawa. Napoléon I bấy giờ vẫn ở Vương quốc Phổ, lập kế hoạch bẫy quân Liên minh trên dòng sông Narew, ở hướng Đông Bắc Warszawa. Tuy nhiên, quân Pháp do mất nhuệ khí trầm trọng nên không thể đánh nhanh thắng nhanh được. Thế rồi, vào ngày 26 tháng 12 năm 1806, Quân đoàn của Thống chế Jean Lannes suýt thua Quân đoàn của Tướng Theophil von Bennigsen trong trận Pultusk, song được viện binh của Davout cứu vãn.
Đến thời điểm này, Kamensky cũng từ chức chỉ huy. Bennigsen, giờ đã 62 tuổi, lên nắm quyền thống lĩnhh quân Liên minh tại Ba Lan, và vào tháng 1 năm 1807 ông vạch ra kế hoạch tấn công về hướng Bắc. Cuộc xuất binh này có khả năng thành công vì Napoléon I cho rằng không ai lại đi đánh trận trong lúc tiết trời lạnh giá nên đã cho quân sĩ nghỉ đông. Hai Thống chế Michel Ney và Bernadotte thì ở xa về tận hướng Bắc, trong đó Bernadott chiếm phần khu vực lớn nhất và tăng viện cho các trận vây hãm Danzig và Königsberg. Trước sự tiến bước của các đội hình hàng dọc Nga - Phổ, Ney và Bernadotte lùi về hướng Nam. Vào ngày 27 tháng 1 năm 1807, Napoléon ban lệnh tổng phảm công. Tuy nhiên, Bernadotte chưa nhận được bất kỳ một lệnh hội quân nào trước ngày 3 tháng 2, nên khi Napoléon đánh trận Eylau thì ông đang thực hiện cuộc hành binh 2 ngày. Thêm nữa, người Nga đã được cảnh báo về cuộc tấn công của quân Pháp.

## Ý nghĩa lịch sử
Cũng giống như trận Gettysburg đẫm máu (1863) trong cuộc Nội chiến Hoa Kỳ, trận Eylau là một cuộc giao tranh không được dự kiến, nhưng lại trở nên vô cùng ác liệt. Song, trong khi trận Gettysburg là thắng lợi quan trọng của Liên bang miền Bắc thì trận Eylau lại là một cuộc đổ máu vô nghĩa, không mang lại thành quả gì cho cả hai bên.